# Rollercoaster (film)
Rollercoaster – amerykański thriller z 1977 w reżyserii Jamesa Goldstone'a. Główne role zagrali: George Segal, Richard Widmark i Timothy Bottoms. W jednej z drugoplanowych ról pojawił się również Henry Fonda, a także 14-letnia wówczas Helen Hunt.

## Obsada
- George Segal – Harry Calder
- Richard Widmark – agent Hoyt
- Timothy Bottoms – terrorysta podkładający bomby
- Henry Fonda – Simon Davenport
- Susan Strasberg – Fran
- Helen Hunt – Tracy Calder
- Dorothy Tristan – Helen Calder
- Harry Guardino – Keefer
- Stephen Pearlman – Bert Lyons
- William Prince – Quinlan

## Fabuła
Przebiegły terrorysta podkłada ładunki wybuchowe w parkach rozrywki. Od ich właścicieli żąda miliona dolarów okupu. Zajmujący się sprawą inspektor budowlany, Harry Calder ma mu przekazać pieniądze. Akcja schwytania szaleńca nie udaje się. Po przejęciu gotówki zamachowiec orientuje się, że banknoty są znaczone. Planuje zemstę podkładając bombę w nowo otwartej kolejce górskiej (tak zwany rollercoaster), która ma być największą atrakcją rozpoczynającego się sezonu wakacyjnego w wesołym miasteczku.